# Böhmerwaldplatz metróállomás
A Böhmerwaldplatz egy metróállomás Németországban, a bajor fővárosban, Münchenben a müncheni metró U4-es vonalán.

## Metróvonalak
Az állomást az alábbi metróvonalak érintik:
- U4

## Kapcsolódó állomások
A metróállomáshoz az alábbi állomások vannak a legközelebb:
- Richard-Strauss-Straße (Arabellapark, U4)
- Prinzregentenplatz (Westendstraße, U4)

## Útvonal
| Vonal | Állomások |
| ----- | --- |
| U4    | Westendstraße – Heimeranplatz – Schwanthalerhöhe – Theresienwiese – Hauptbahnhof – Karlsplatz (Stachus) – Odeonsplatz – Lehel – Max-Weber-Platz – Prinzregentenplatz – Böhmerwaldplatz – Richard-Strauss-Straße – Arabellapark |

## Átszállási kapcsolatok
| U4 (Arabellapark ↔ Westendstraße) |                        |
| Állomás                           | Átszállási kapcsolatok |
| Böhmerwaldplatz                   | 59                     |